# Campanas tubulares
Las campanas tubulares son un instrumento musical, se trata de un idiófono percutido de metal. muy usado e importante en la orquesta. Su sonido se parece al de las campanas de iglesia, carillón o un campanario. Se llaman 'campanas' tubulares porque su sonido es similar al de las campanas de iglesia, a las que emulan. Permiten evitar llevar las grandes y poco prácticas campanas originales a la orquesta.
Cada campana es un tubo de metal, de 30-38 milímetros (1,2-1,5 plg) de diámetro, afinado mediante la alteración de su longitud. Su rango estándar es Do central–Fa, aunque muchos instrumentos profesionales alcanzan hasta Sol. Las campanas tubulares a menudo se reemplazan por campanillas de estudio, que son un instrumento más pequeño y generalmente menos costoso. Las campanas de estudio son similares en apariencia a las campanas tubulares, pero cada campana tiene un diámetro más pequeño que la campana correspondiente en las campanas tubulares.
Las campanas tubulares suelen tener 18 tubos metálicos (de cobre o latón) huecos, suspendidos de un armazón. Estos tubos se percuten con uno o dos mazos. El tubo siempre es golpeado en su sección superior. Para detener el sonido se usa o bien una barra o bien un pedal.
Cada campana (tubo) tiene distinta longitud, para poder producir notas diferentes. Todos los tubos tienen el mismo diámetro. La diferente longitud es la que permite la afinación, por lo que se trata de un instrumento de sonido determinado.

## Música clásica

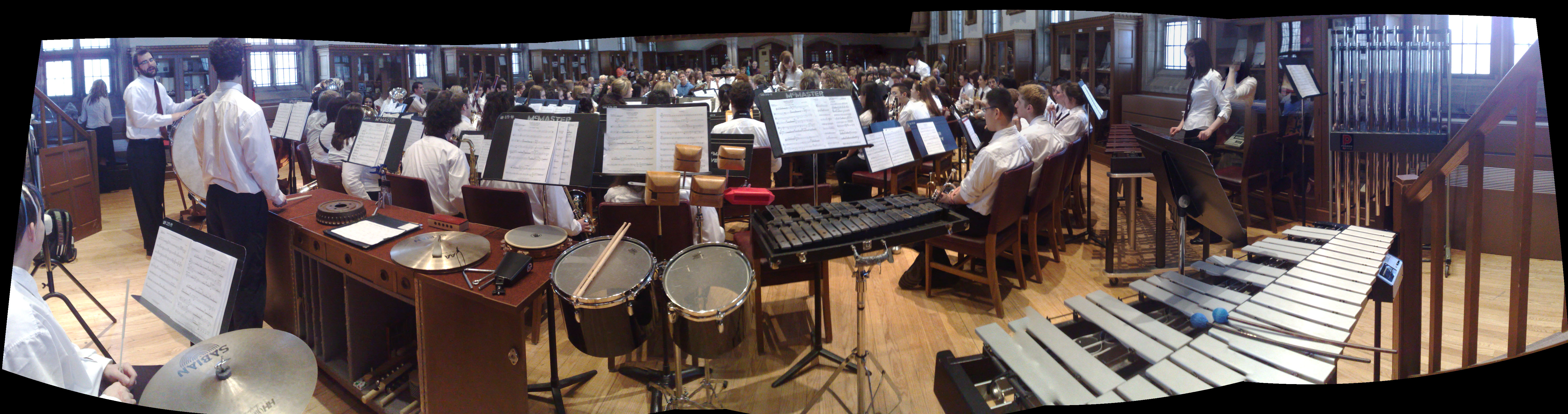
Vista de la sección de percusión de una orquesta desde la parte de atrás de un escenario. Son visibles las campanas tubulares a la derecha.

Las campanas tubulares aparecieron por primera vez entre 1860 y 1870 en París. En el mundo anglosajón, el inglés John Harrington, de Coventry patentó campanas tubulares hechas de bronce. Arthur Sullivan pudo haber sido el primer compositor en incluir una partitura para campanas tubulares en una orquesta, en 1886. A principios del siglo XX, las campanas tubulares también se incorporaron a los órganos de teatro para producir efectos.
Las campanas tubulares, para producir sonidos similares a las campanas de la iglesia con una orquesta, fueron utilizadas por primera vez por Giuseppe Verdi en sus óperas El trovador (1853) y Un baile de máscaras (1859) y por Giacomo Puccini en Tosca (1900).
Otra obra que les daría uso y que sería de más fama fue la Obertura 1812 del compositor Piotr Ilich Chaikovski, debido a que en el clímax se utilizan campanas tubulares para representar a las campanas de las iglesias proclamando la victoria de la resistencia rusa en 1812 frente al avance de la Grande Armée de Napoleón Bonaparte.
Pasajes en música clásica que utilizan campanas tubulares:
- Giuseppe Verdi – Rigoletto (1851)[10][11]
- Giuseppe Verdi – Il trovatore (1853)[12][13]
- Giuseppe Verdi – Un ballo in maschera (1859)[14][15]
- Modest Músorgski – Borís Godunov (1869, 1872, 1874)[16][17]
- Piotr Ilich Chaikovski – Obertura 1812 (1880)[18][19]
- Pietro Mascagni – Cavalleria rusticana (1890)[20][21]
- Ruggero Leoncavallo – The Bajazzo (1892)
- Gustav Mahler – Sinfonía n.º 2 (1895).[22][23]
- Giacomo Puccini – Tosca (1900)[24][25]
- Aleksandr Skriabin – El poema del éxtasis (1908)
- Anton Webern – Seis piezas para gran orquesta (1909–10, revisada en 1928)
- Claude Debussy – Ibéria (1910)
- Gustav Holst – Los Planetas (suite) (1914–16)
- Giacomo Puccini – Turandot (1926)
- Edgard Varèse – Ionisation (1931)
- Richard Strauss – Die schweigsame Frau (1935)
- Paul Hindemith – Symphonic Metamorphosis of Themes by Carl Maria von Weber (1944)
- Benjamin Britten – Albert Herring (1945)
- Aaron Copland – Sinfonía n.º 3 (1946)
- Olivier Messiaen – Sinfonía Turangalila (1946–48)
- Carl Orff – Antigonae (1949)
- Dmitri Shostakóvich – Sinfonía n.º 11 (1957)
- Olivier Messiaen – Chronochromie (1959–60)
- Daron Hagen– Shining Brow (1993)

## Música popular

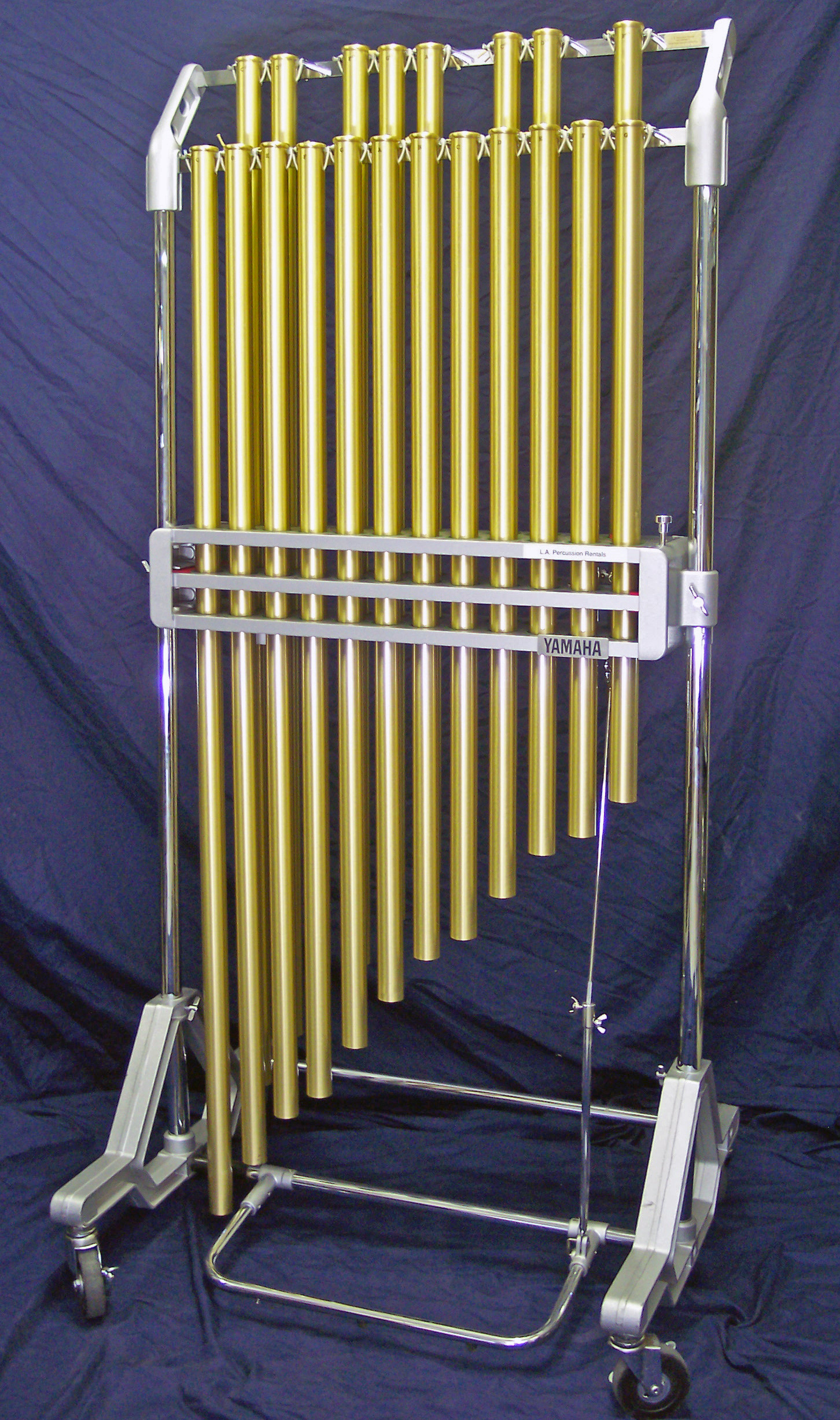
Un ejemplar de campanas tubulares. Se puede observar el pedal utilizado para parar el sonido producido por los tubos.

El multiinstrumentista Mike Oldfield las haría famosas en el siglo XX con su pieza Tubular Bells de 1973, tema musical de la película El Exorcista. Al inicio de su proyecto de grabación de una sinfonía solista en 1972, Oldfield descubrió un juego de campanas tubulares en The Manor Studio, en Oxfordshire, Inglaterra, y solicitó permiso a su nuevo propietario, Richard Branson, para usarlas. Oldfield tocó las campanas en partes del álbum, y las cuales dieron origen al nombre del álbum. La compañía de Branson, Virgin Records, se benefició enormemente, ya que el álbum de Oldfield vendió millones de copias; esto también contribuyó a la fortuna personal de Branson y a su influencia en la industria.
La producción de este instrumento se disparó, dada la demanda que se generó por parte de coleccionistas y otros artistas, que incluyeron el instrumento en muchas creaciones posteriores.

## Extensión
Su extensión básica va desde el do central del piano (do3) hasta el sol de una octava más aguda (sol4). No obstante, hay modelos grandes que bajan hasta el la2, e incluso hasta el sol2, y suben hasta el do5.

## Otros tipos

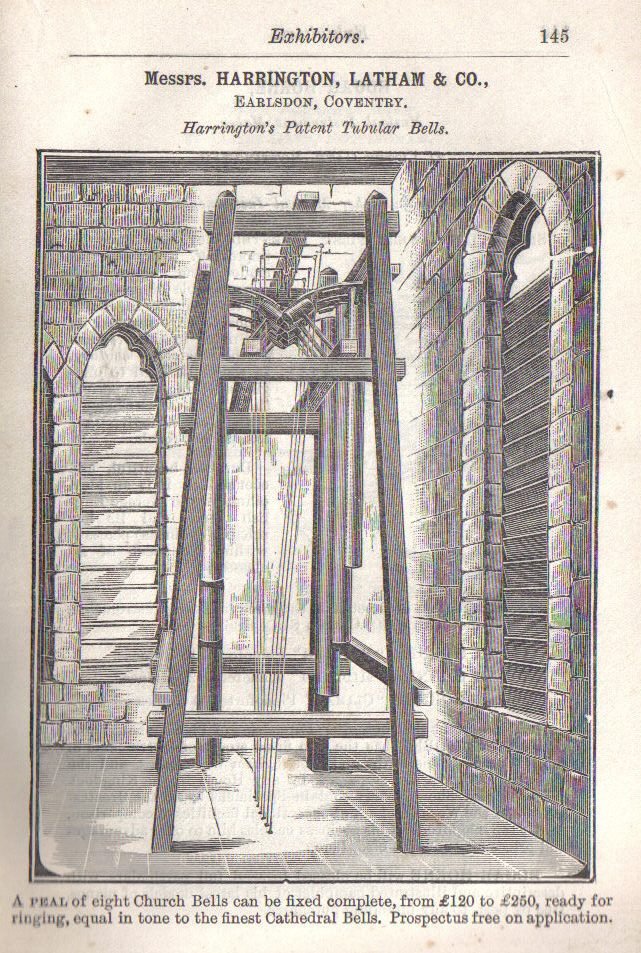
Publicidad para un repique de campanas tubulares (1897).

A partir de la segunda mitad del siglo XIX, se utilizaron campanas tubulares similares a las campanas de varilla para sustituir a las campanas con badajo de las iglesias más pequeñas, sobre todo en Inglaterra. No deben confundirse con los tubos que se instalan como registros de efecto en órganos de cine o de teatro  y órganos de iglesia.
Las campanas tubulares dispuestas en círculo y normalmente mucho más pequeñas dan lugar a un carillón de viento. También existen timbres y relojes de pie en los que se golpean tubos metálicos.
Ejemplo del sonido de un carillón de viento con campanas tubularesⓘ
Un tubáfono está formado por campanas tubulares dispuestas horizontalmente sobre un bastidor como las barras de un metalófono.

## Efectos del gas en el cual está inmersa una campana tubular
El gas en donde está inmerso una campana tubular puede afectar las características del sonido que produce. El sonido generado por una campana tubular es el resultado de las vibraciones en el material de la campana, y las propiedades del medio circundante — generalmente el aire — pueden influir en cómo se propagan las ondas sonoras. El gas que rodea una campana tubular afecta las características del sonido que produce, principalmente al alterar la velocidad del sonido, las frecuencias de resonancia y el decaimiento de las vibraciones. Los efectos más notables serían cambios en el tono, timbre y la duración del sonido.
Las principales maneras en que el gas circundante (aire u otro gas) puede afectar el sonido son:
Densidad del gas
La densidad del aire juega un papel importante en cómo se propagan las ondas sonoras. Cuanto más denso es el gas, más lentamente viajan las ondas sonoras a través de él. Por ejemplo, si la campana tubular está rodeada por un gas más denso que el aire (como dióxido de carbono o helio), la velocidad del sonido en ese gas será diferente, lo que puede cambiar la forma en que las vibraciones de la campana se transmiten y la calidad tonal en general.
En un medio más denso, la frecuencia de resonancia de la campana podría cambiar, alterando su tono o timbre. En un medio más denso, la campana puede producir un tono ligeramente más bajo porque las vibraciones se verían afectadas por la propagación más lenta de las ondas sonoras.
Viscosidad del gas
La viscosidad del gas circundante influye en cuánta energía se pierde debido a la fricción mientras las ondas sonoras viajan a través del medio. Un gas más viscoso puede amortiguar las vibraciones de la campana más rápidamente, lo que lleva a un tiempo de decaimiento más corto para el sonido, afectando a la duración del tono.
Temperatura y composición del gas
La temperatura y la composición específica del gas también impactan el sonido. Las temperaturas más altas pueden hacer que el gas sea menos denso, permitiendo que las ondas sonoras viajen más rápido. La composición del gas también puede cambiar la velocidad del sonido y la manera en que las ondas sonoras son absorbidas y refractadas por el gas circundante.
Velocidad del sonido
La velocidad del sonido varía en diferentes gases. Por ejemplo, el sonido viaja más rápido en helio que en el aire, lo que podría alterar la percepción del sonido producido por la campana. Si la campana tubular está sumergida en helio o en otro gas ligero, el tono podría parecer más alto, ya que las ondas sonoras viajan más rápido y afectan las frecuencias de resonancia de la campana.
Impedancia acústica
La impedancia acústica (una medida de cuánta resistencia ofrece un medio a la propagación del sonido) del gas circundante también afecta cómo interactúa la campana con el sonido. Un gas con mayor impedancia reflejaría más ondas sonoras de vuelta hacia la campana, lo que podría aumentar el volumen o cambiar las características tonales.